# Redvägs härads valkrets
Redvägs härads valkrets var vid riksdagsvalen till andra kammaren 1866–1890 samt 1896–1905 en egen valkrets med ett mandat. Valkretsen, som omfattade Redvägs härad, ingick i valet 1893 i Kinds och Redvägs häraders valkrets och avskaffades inför 1908 års val då denna valkrets återupprättades.

## Riksdagsmän
- Olof Rylander, lmp (1867–1875)
- Josef Smedberg, lmp 1876–1887, nya lmp 1888–1890 (1876–1890)
- Nicolaus August Molander, nya lmp (1891–1893)

Ingick 1894–1896 i Kinds och Redvägs häraders valkrets
- Johan Johanson, lmp (1897–1908)